# Skyhammer
Skyhammer est un simulateur de vol de combat développé par Rebellion Developments, sorti en 2000 sur Jaguar.